# Monteros

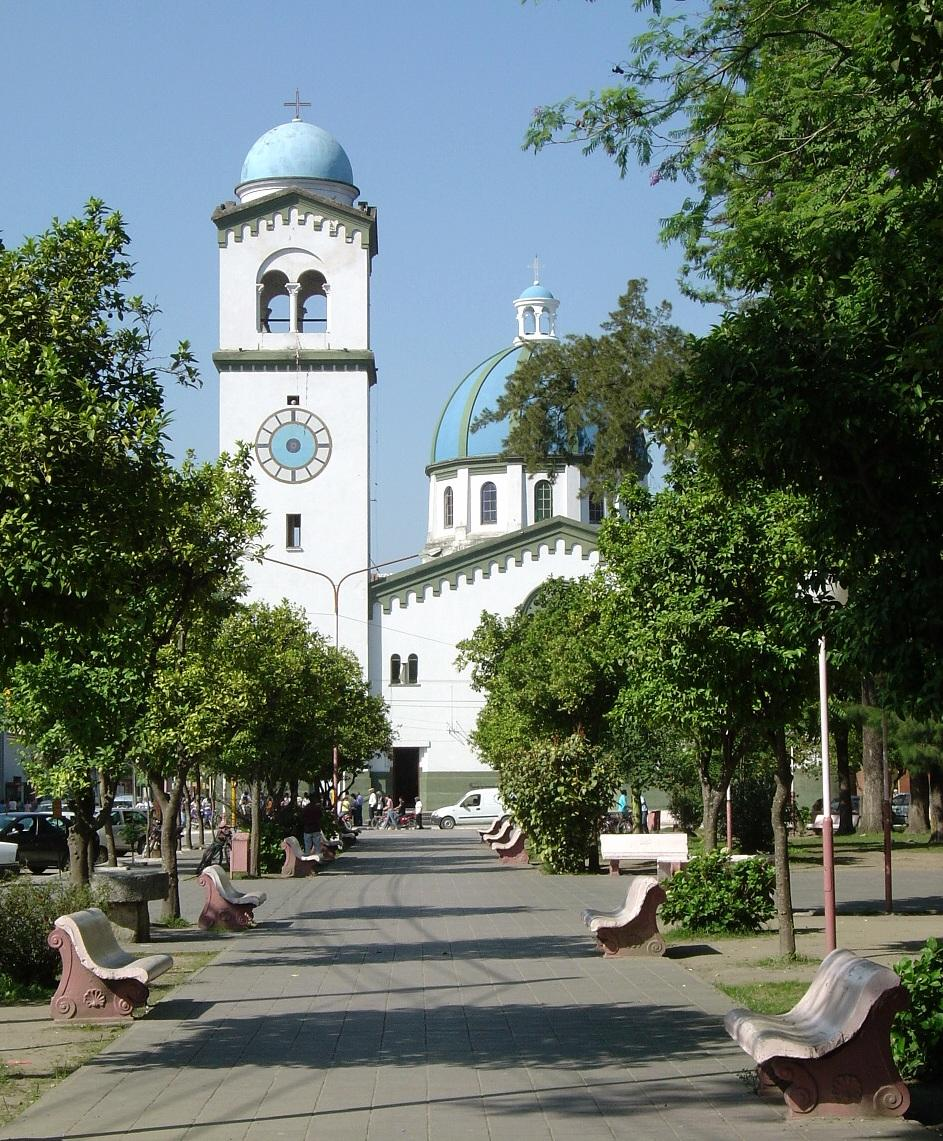
Monteros: Praça principal e Igreja Nossa Senhora do Rosário.

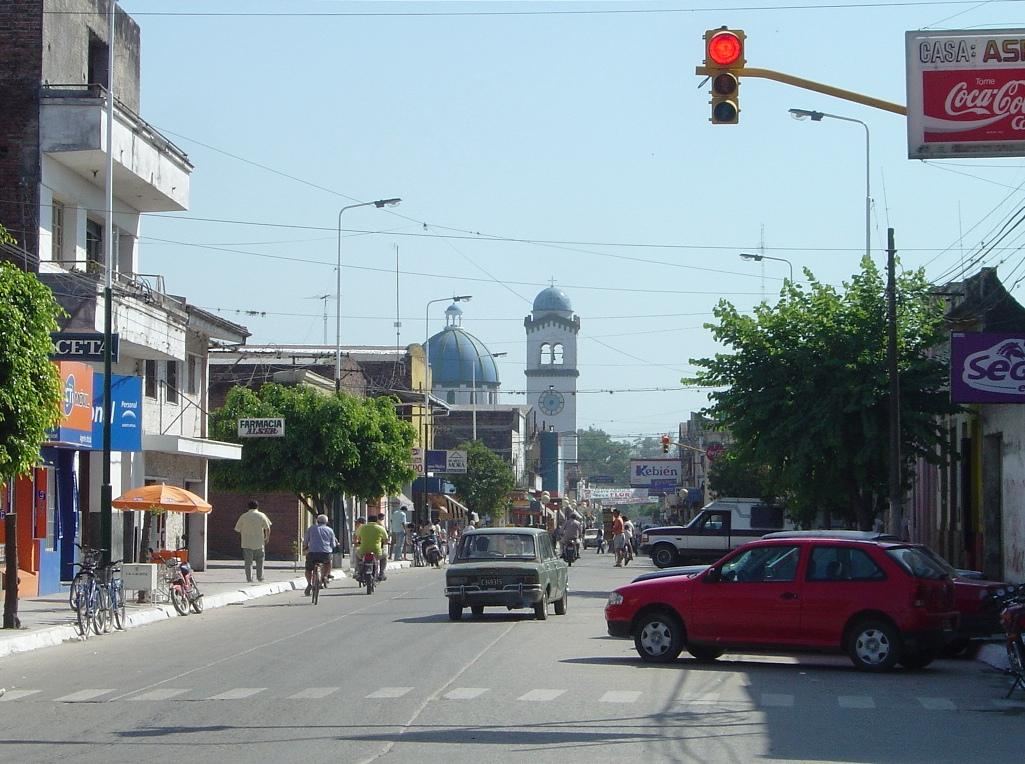
Monteros: Rua Cristóbal Colón, principal artéria comercial da cidade.

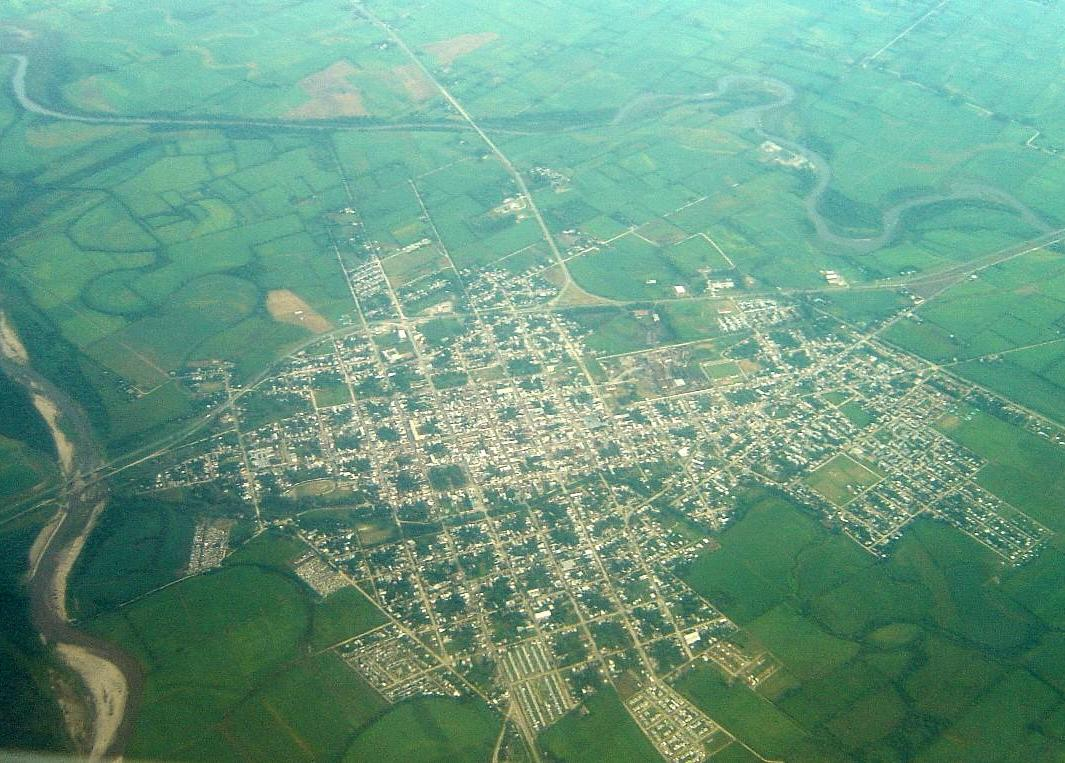
Vista aérea da cidade.

Monteros é a cidade cabeça do departamento do mesmo nome, localizado na província de Tucumã, Argentina. Encontra-se a uma altura de 324 msnm e a uma distância de 53 km ao sudoeste da capital provincial. Quatro rios rodeiam a cidade, a temperatura média é de 35 °C no verão e 10 °C no inverno com máximas de 45 °C e mínimas de -3 °C de sensação térmica respectivamente. 
A sua população era de 23 771 segundo o censo de 2001, ainda que sua população em 2009 superaria os 32 000 habitantes. Seus habitantes são denominados monterizos ou monterenses.

## História
A cidade nasceu no 28 de agosto de 1754, quando o Governador das Armas, Don Felipe Antonio de Alurralde, tomou posse dos terrenos onde ela se assenta atualmente. Muito antes dessa data, Monteros ja existia como casario ou pequeno povo.
Monteros adquiriu a categoria de município no 12 de dezembro de 1867 e seu primeiro prefeito foi don Domingo Segundo Aráoz. Desde sempre tem sido uma das localidades mais destacadas e prósperas do sul tucumano pela sua vida cultural, educativa e comercial.

## Toponímia
Existem várias versões para a origem de nome da cidade. Uma versão sugere que alguns moradores do antigo São Miguel de Tucumã, localizado no paragem conhecido como Ibatín no presente, negaram-se a trasladar à nova localização e declararam-se em rebelião, refugiando-se nos montes vizinhos. Dai teria derivado o apelativo de Monteros, ou seja, aquilo que mora ou cria-se no monte. Uma segunda versão assinala que os habitantes do primitivo São Miguel de Tucumã fundaram Monteros no 4 de outubro de 1865 com a denominação de cidade do Santíssimo Rosário dos Monteros. 
Houve três tentativas de trocar o nome da cidade. Em 1828 e 1832, tratou-se de trocar sua denominação pela de Villa Belgrano. O caso mais exótico se deu também em 1832 quando o então governador da província, Alejandro Heredia, pretendeu rebatizar a cidade com o nome de Alexandria, em honra de si mesmo. 

### Economia
A indústria açucareira constitui o pilar fundamental da economia local. O Engenho Nhunhorco (espanhol: Ñuñorco), fundado em 1926, é o estabelecimento industrial mais importante da cidade. A zona rural circundante constitui a zona por excelência para o cultivo da cana-de-açúcar, limão, mirtilo e morango na província.

### Cultura e tradições
A cidade também é conhecida na Argentina como "A fortaleza do folclore", com a qual conhece-se também a seu renomeado festival de música folclórica argentina "Monteros da Pátria, Fortaleza do Folclore". Além disso é nomeada como a capital nacional da poesia, a randa, e noutras povoações do departamento encontra-se a capital nacional do presépio.

### Esportes
Monteros conta com expoentes esportivos em nível nacional; o Clube Social Monteros foi campeão nacional da liga Argentina de Clubes de Vôlei. No âmbito futebolístico se destaca o Club Atlético Nhunhorco, que leva esse nome em honra ao cerro homônimo visível desde a localidade.
Perto de Monteros se encontra a localidade de Acheral, mediante a qual se pode chegar aos mundialmente conhecidos Vales Calchaquies.

## Personagens
- Bernabé Aráoz (n. Monteros em 1776 - † Trancas no 24 de março de 1824), militar e político argentino, governador e caudilho da província de Tucumã durante as décadas de 1810 e 1820.
- Electo Urquizo, fundador da cidade de Los Toldos, na província de Buenos Aires, famosa por ter sido o berço de Eva Perón.
- Isauro Arancibia, mestre e dirigente sindical. Secretário General da Agremiação de Trabalhadores da Educação Provincial e fundador de CTERA, da qual foi seu primeiro Secretário General Adjunto. Assassinado por um grupo de tarefas na madrugada do dia 24 de março de 1976.
- Mate Cocido, bandido rural que se transformou num personagem folclórico nacional.
- Algumas versões assinalam que Julio Argentino Roca também teria sido monterizo mas não há evidência clara sobre o tema.